# Impatiens eubotrya
Impatiens eubotrya är en balsaminväxtart som beskrevs av Friedrich Anton Wilhelm Miquel. Impatiens eubotrya ingår i släktet balsaminer, och familjen balsaminväxter. Inga underarter finns listade i Catalogue of Life.